# Alfred Heuss
Alfred Valentin Heuss (født 27. januar 1877 i Chur, død 9. juli 1934 i Gaschwitz ved Leipzig) var en tysk komponist.
Heuss studerede musik og musikvidenskab i München og Leipzig (under Kretzschmar) og har forfattet en række større og mindre skrifter vedrørende musikkens ældre historie. I 1904 blev Heuss redaktør af det store, ved 1. Verdenskrig opløste, Internationale Musikgesellschafts tidsskrift, hvortil han ydede mange og værdifulde bidrag, særlig vedrørende Johann Sebastian Bach; i 1919 udkom hans bog Kammermusik-Abende. 1921-29 var han redaktør for Zeitschrift für Musik.